# Élections législatives surinamaises de 2020
Les élections législatives surinamaises de 2020 ont lieu le 25 mai 2020 afin de renouveler les 51 membres de l'Assemblée nationale du Suriname. Des élections municipales sont organisées simultanément.
L'assemblée doit par la suite élire le président, qui dispose de pouvoirs étendus, dans le contexte de la condamnation à une lourde peine de prison du président sortant Desi Bouterse pour le massacre d'opposants politiques en 1982.
Le scrutin donne lieu à une alternance politique, le Parti national démocratique du président Bouterse essuyant un fort recul au profit de plusieurs partis d'opposition dont le Parti de la réforme progressiste, qui arrive en tête. Son dirigeant, Chan Santokhi, est par conséquent élu à la présidence le mois suivant.

## Contexte

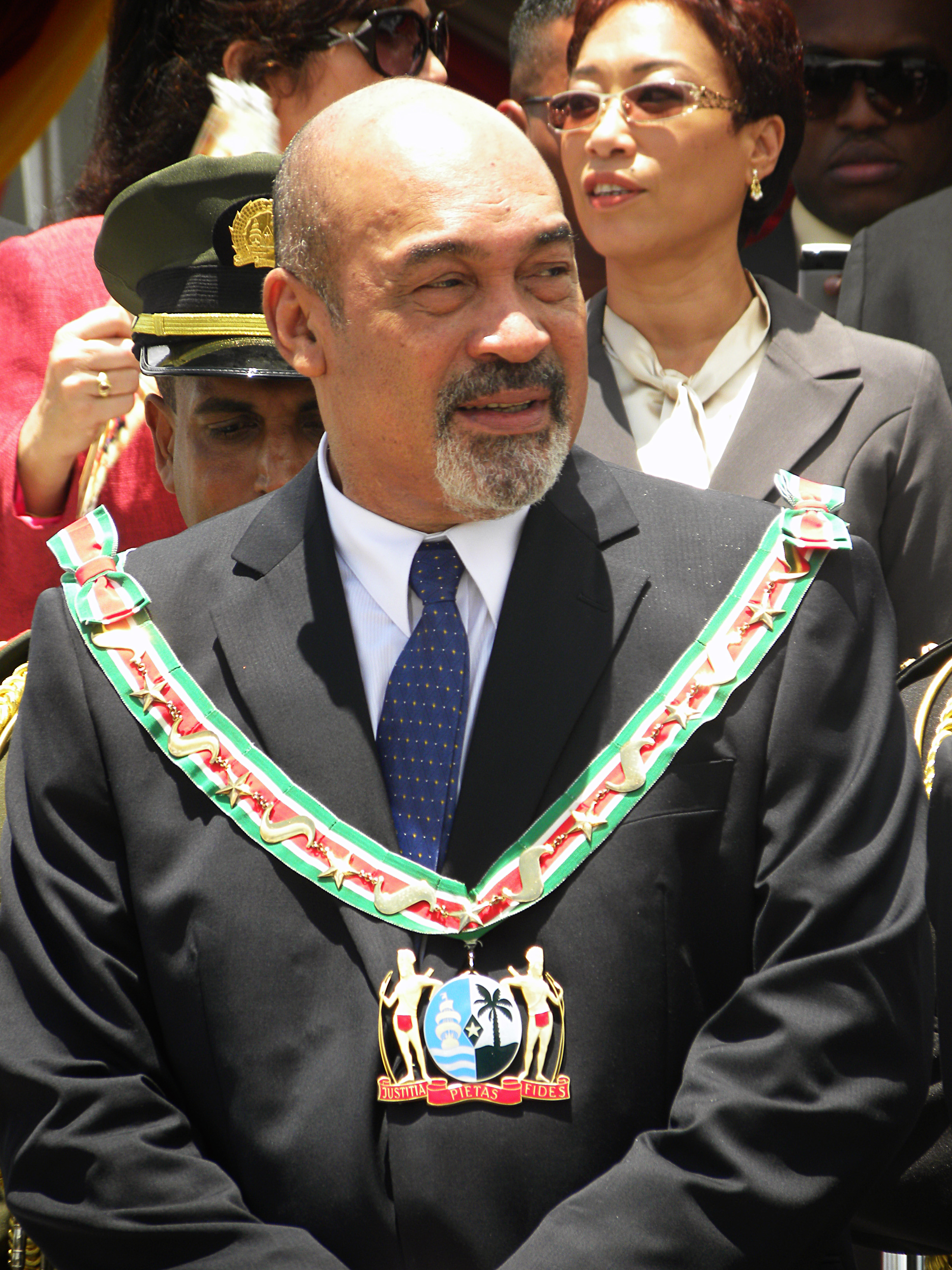
Le président sortant, Desi Bouterse.

Les élections législatives de mai 2015 sont remportées par le Parti national démocratique du président Desi Bouterse, qui remporte 26 sièges sur 51, soit la majorité absolue. Ne disposant pas d'emblée de la majorité des deux tiers nécessaire à sa réélection, le président conclut comme lors de son élection en 2010 des alliances avec les partis d'opposition. Le 14 juillet 2015, l'Assemblée nationale réélit Bouterse, seul candidat, pour un deuxième mandat de président de la République.
Président du Conseil national militaire en 1980 et 1982 à la suite d'un coup d'État, Bouterse est cependant rattrapé par son passé avant la fin de son mandat. Le 29 novembre 2019, tandis qu'il se trouve en voyage officiel en Chine, le président est condamné par un tribunal militaire surinamais à 20 ans de prison pour les massacres de décembre 1982 au cours desquels sont assassinés 15 opposants politiques au fort Zeelandia. Six autres anciens officiers de l’armée du Suriname sont également  condamnés, dont un ancien consul du Suriname en Guyane,. Bénéficiant de l'immunité présidentielle, Bouterse rentre au pays et se maintient en poste, au minimum jusqu'à la fin de son mandat. Le 2 décembre, il se déclare candidat à sa réélection, son avenir judiciaire dépendant désormais entièrement d'une victoire de son parti aux législatives.
Les élections se déroulent durant la pandémie de Covid-19 qui a amené la quasi-totalité des autres pays à reporter leurs élections. Avec un seul cas encore actif, le Suriname estime toutefois avoir surmonté la maladie. Les électeurs devront néanmoins respecter la distanciation sociale en allant voter, et se laver les mains dans les bureaux de vote.

## Système électoral

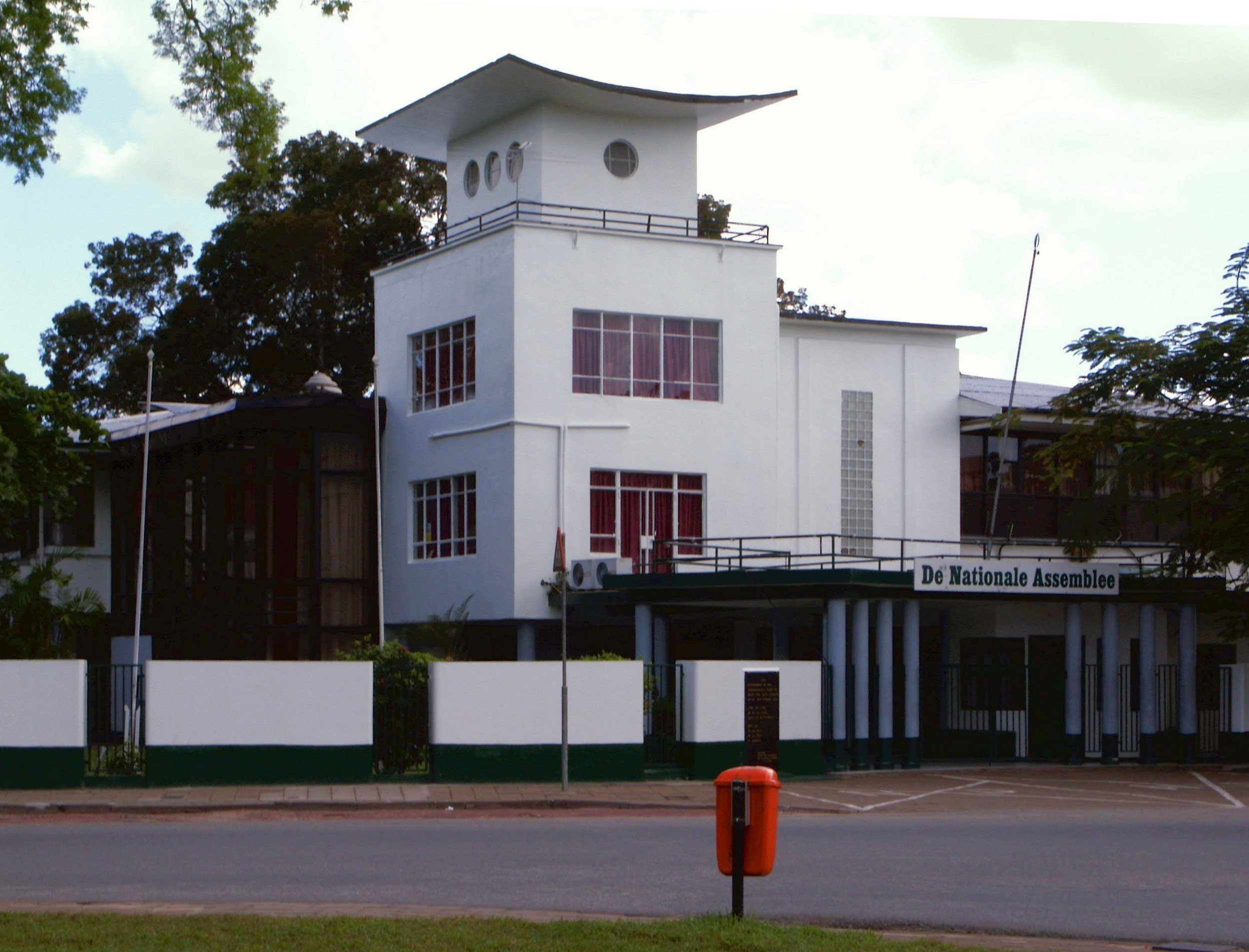
Bâtiment de l'assemblée à Paramaribo.

L'Assemblée nationale est un parlement unicaméral doté de 51 sièges pourvus pour cinq ans au scrutin proportionnel plurinominal dans dix circonscriptions de 2 à 17 sièges correspondants aux districts du pays. Les électeurs ont également la possibilité d'effectuer un vote préférentiel pour l'un des candidats de la liste choisie afin de faire monter sa place dans celle ci.
|           |            |           |        |  |
| Districts | Districts  | Habitants | Sièges |  |
| 1         | Paramaribo | 240 924   | 17     |  |
| 2         | Wanica     | 118 222   | 7      |  |
| 3         | Nickerie   | 34 233    | 5      |  |
| 4         | Coronie    | 3 391     | 2      |  |
| 5         | Saramacca  | 17 480    | 3      |  |
| 6         | Commewijne | 31 420    | 4      |  |
| 7         | Para       | 24 700    | 3      |  |
| 8         | Marowijne  | 18 294    | 3      |  |
| 9         | Brokopondo | 15 909    | 3      |  |
| 10        | Sipaliwini | 37 065    | 4      |  |
|           |            |           |        |  |
| Total     | Total      | 541 638   | 51     |  |

Après décompte des suffrages, le premier siège de chaque circonscription est attribué à la liste arrivée en tête, puis les suivant répartis selon la méthode d'Hondt au quotient simple, sans seuil électoral. Les votes préférentiels sont pris en compte pour l'attribution du premier siège, qui revient au candidat de la liste en ayant recueilli le plus dans sa circonscription, puis pour les suivants lorsque le total réuni par un candidat est supérieur au quota de Hare, c'est-à-dire le nombre de votes obtenus par sa liste divisé par le nombre de sièges remportés par celle-ci.
La clé de répartition des sièges par district se base sur leur population mais favorise l'intérieur du pays au détriment de la capitale Paramaribo. Celle-ci, qui totalise 40 % de la population du pays en 2018, n'est ainsi représentée que par 17 sièges sur 51, soit 33 %.
Les candidats doivent être âgés d'au moins 21 ans, avoir la nationalité, résider dans leurs circonscription depuis au moins deux ans avant les élections et appartenir à un parti politique. Les candidatures sans étiquette sont par conséquent impossibles.
Le Suriname fait partie des rares pays possédant un régime parlementaire doté d'un chef de l’exécutif fort à la fois chef de l’État et du gouvernement mais élu au scrutin indirect par le parlement pour un mandat concomitant au sien. À la suite de chaque élection législative, l'Assemblée nationale élit un nouveau président à la majorité qualifiée des deux tiers. Les candidats doivent être âgés d'au moins trente ans, avoir la nationalité et avoir résidé au Surinam les six dernières années. Si aucun d'entre eux ne réunit le nombre requis de voix après deux tours de scrutin, l'Assemblée ainsi que les Conseils des 10 districts et des 63 municipalités du pays se réunissent en Assemblée populaire unie (Verenigde Volksvergadering) pour élire un candidat à la majorité relative,.

## Campagne
Les élections de 2020 sont marquées par une importante hausse du nombre de listes en lice. Cette hausse est due à l'interdiction en 2019 des coalitions de partis, obligeant ceux-ci à se présenter séparement. Les coalitions « Alliance V7 » et « A-Combinatie », arrivées respectivement en deuxième et troisième place du scrutin de 2015 sont ainsi dissoutes. Plusieurs partis forment néanmoins des listes communes, notamment le Parti de l'amazone et Loi et développement.

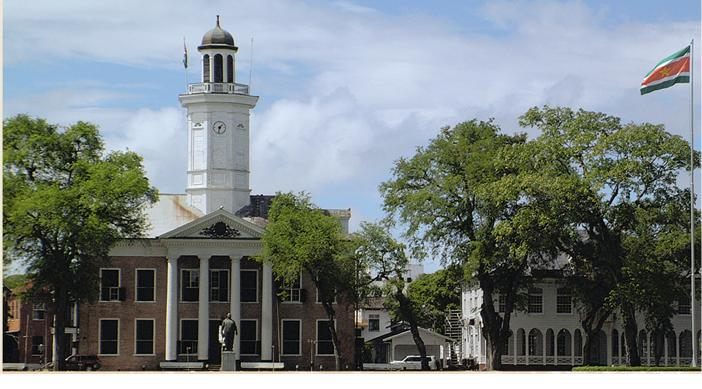
Bâtiment du ministère des Finances.

La situation économique jugée désastreuse rend les élections particulièrement suivies tant à l'intérieur qu'à l'extérieur du pays. Le gouvernement sortant laisse en effet le Surinam dans une situation difficile du fait d'une mauvaise gestion accentuée par l'embauche massive de fonctionnaires, ces derniers finissant par constituer 53 % de la population active en 2020. Les finances du pays sont quant à elles grevés par une dette de 506 millions d'euros, pour un PIB d'environ 3,3 milliards. En 2019, la découverte d'un trou de plus de 100 millions dans les comptes du pays conduit par ailleurs à une grave crise de confiance chez les acteurs économiques. La Banque centrale, en réaction à cette découverte, ne publie pas ses comptes annuels, entrainant un mouvement de reflux des investisseurs étrangers. La valeur de la devise nationale, le Dollar du Suriname (SRD), passe de 8 pour un euro en décembre 2019 à 14 trois mois plus tard, obligeant le gouvernement à voter le 22 mars une loi bloquant les taux de change et toute transaction en devises étrangères. La crise économique conduit ainsi à la baisse de la note du pays de B à CCC+ par l'agence de notation Standard & Poor's.
Malgré la découverte au même moment de nouveaux champs de pétrole faisant espérer au pays un redressement financier, la chute de 70 % des prix du pétrole à la suite de la crise économique provoquée par la Pandémie de Covid-19 ne permet pas à cette annonce de faire regagner la confiance des investisseurs. La crise affecte cependant durement une population dépendante des petits boulots et du travail au noir — des secteurs très affectés par l'instauration d'un couvre feu de 20 heures à 6 heures ainsi que par la fermeture des frontières — et qui subit de plein fouet la flambée des prix des produits de consommation,.

## Déroulement
En raison de longues files d'attente aux bureaux de vote et d'une organisation jugée « chaotique » selon une commission électorale indépendante, les bureaux de vote sont ouverts plus longtemps et l'annonce des résultats se trouve retardée. Le jeudi 28 mai, alors que les résultats officiels ne sont toujours pas connu, le NDP demande un recomptage des votes, faisant craindre à l'opposition une tentative de fraude électorale. Le même jour, la commission électorale estime à au moins deux semaines le temps nécessaire à la publication des résultats définitifs. Les premiers résultats préliminaires officiels sont annoncés par le ministre de l'intérieur le 3 juin.

## Résultats
|                        |                                                                |         |       |       |        |               |  |  |  |
| Partis                 | Partis                                                         | Votes   | %     | +/-   | Sièges | +/–           |  |  |  |
|                        | Parti de la réforme progressiste (VHP)                         | 108 378 | 39,45 | -     | 20     | 11            |  |  |  |
|                        | Parti national démocratique (NDP)                              | 65 862  | 23,97 | 21,52 | 16     | 10            |  |  |  |
|                        | Parti national du Surinam (NPS)                                | 32 394  | 11,79 | -     | 3      | 1             |  |  |  |
|                        | Parti général de la libération et du développement (ABOP)      | 24 956  | 9,08  | -     | 8      | 3             |  |  |  |
|                        | Pertjajah Luhur (PL)                                           | 16 623  | 6,05  | -     | 2      | 3             |  |  |  |
|                        | Mouvement pour la réforme et le renouveau (HVB)                | 7 423   | 2,70  | Nv    | 0      | en stagnation |  |  |  |
|                        | Fraternité et unité en politique (BEP)                         | 6 835   | 2,49  | -     | 2      | en stagnation |  |  |  |
|                        | Alternative 2020 (A20)                                         | 4 501   | 1,64  | Nv    | 0      | en stagnation |  |  |  |
|                        | Parti pour la démocratie et le développement par l'unité (DOE) | 2 375   | 0,86  | 3,44  | 0      | 1             |  |  |  |
|                        | Parti de l'amazonie - Loi et développement (PRO-APS)           | 1 593   | 0,58  | 0,27  | 0      | en stagnation |  |  |  |
|                        | Parti travailliste du Suriname (SPA)                           | 922     | 0,34  | -     | 0      | en stagnation |  |  |  |
|                        | Union progressiste des travailleurs et paysans (PALU)          | 820     | 0,30  | 0,37  | 0      | 1             |  |  |  |
|                        | Strei! (STREI)                                                 | 700     | 0,25  | Nv    | 0      | en stagnation |  |  |  |
|                        | Alternative démocratique '91 (DA91)                            | 659     | 0,25  | -     | 0      | en stagnation |  |  |  |
|                        | Parti populaire pour le renouveau et la démocratie (VVD)       | 349     | 0,13  | -     | 0      | en stagnation |  |  |  |
|                        | Union social démocrate (SDU)                                   | 254     | 0,09  | Nv    | 0      | en stagnation |  |  |  |
|                        | Le vent nouveau (DNW)                                          | 70      | 0,03  | Nv    | 0      | en stagnation |  |  |  |
|                        |                                                                |         |       |       |        |               |  |  |  |
| Votes valides          | Votes valides                                                  | 274 714 | 96,79 |       |        |               |  |  |  |
| Votes blancs et nuls   | Votes blancs et nuls                                           | 9 120   | 3,21  |       |        |               |  |  |  |
| Total                  | Total                                                          | 283 834 | 100   | –     | 51     | en stagnation |  |  |  |
| Abstentions            | Abstentions                                                    | 99 499  | 25,96 |       |        |               |  |  |  |
| Inscrits/participation | Inscrits/participation                                         | 383 333 | 74,04 |       |        |               |  |  |  |

### Par district

Résultats en sièges par district.

| District       | ABOP | BEP | NDP | NPS | PL | VHP | Total |
| -------------- | ---- | --- | --- | --- | -- | --- | ----- |
|                |      |     |     |     |    |     |       |
| Brokopondo     | 1    | 1   | 1   |     |    |     | 3     |
| Commewijne     |      |     | 1   |     | 1  | 2   | 4     |
| Coronie        |      |     | 2   |     |    |     | 2     |
| Marowijne      | 2    |     | 1   |     |    |     | 3     |
| Nickerie       |      |     | 1   |     |    | 4   | 5     |
| Para           | 1    |     | 2   |     |    |     | 3     |
| Paramaribo     | 2    |     | 5   | 3   |    | 7   | 17    |
| Saramacca      |      |     | 1   |     |    | 2   | 3     |
| Sipaliwini     | 2    | 1   | 1   |     |    |     | 4     |
| Wanica         |      |     | 1   |     | 1  | 5   | 7     |
| Total Suriname | 8    | 2   | 16  | 3   | 2  | 20  | 51    |

## Analyse et conséquences

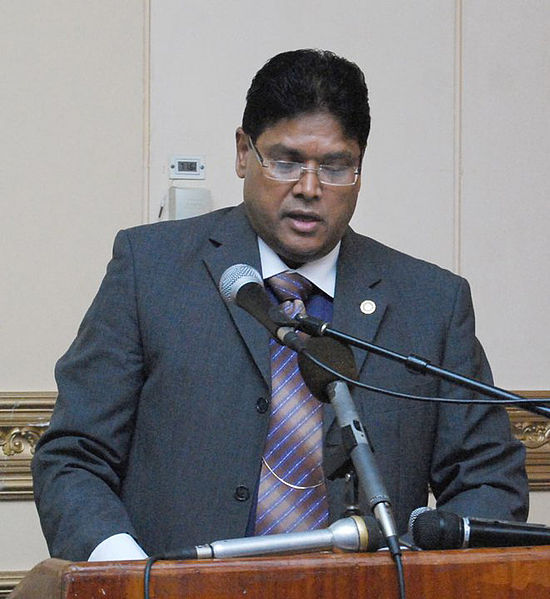
Le dirigeant du VHP, Chan Santokhi.

Le Parti de la réforme progressiste (VHP) arrive en tête, doublant son nombre de sièges par rapport au scrutin précédent. Il s'agit du meilleur résultat électoral du VHP depuis 1973. Le Parti général de la libération et du développement (ABOP), également dans l'opposition, obtient huit sièges, soit son meilleur résultat depuis sa création en 1990.
Arrivé en deuxième place à la suite d'un recul de près de la moitié de sa part des voix, le Parti national démocratique (NDP) subit quant à lui une importante défaite en perdant sa majorité absolue des sièges. Cette défaite, en large partie attribuée à sa mauvaise politique économique, rend peu probable une réélection de Bouterse, dont l'immunité dépend de sa réélection. Son allié, le parti Fraternité et unité en politique (BEP), reste quant à lui stable avec deux sièges.
Le Parti de la réforme progressiste et le Parti général de la libération et du développement (ABOP)— arrivé troisième — annoncent le 28 mai l'ouverture de négociations en vue de la formation d'un gouvernement de coalition, auquel la participation du Parti national du Surinam (NPS) est également jugée probable. Deux jours plus tard, une coalition quadripartite réunissant ces trois partis ainsi que le Pertjajah Luhur (PL, littéralement « Empire glorieux ») est annoncée avec le dirigeant du VHP Chan Santokhi pour candidat à la présidence de la république, et celui de l'ABOP Ronnie Brunswijk pour la présidence de l'assemblée, les autres partis devant obtenir des positions au sein du gouvernement et de l'administration. Bien que disposant d'une large majorité à l'assemblée, les membres de la coalition ne réunissent cependant à eux quatre que 33 sièges sur 51, soit un siège de moins que la majorité des deux tiers nécessaire à l'élection présidentielle.

## Suites
Le président de la République doit ensuite être élu par les cinquante-et-un membres de la nouvelle assemblée et prêter serment devant elle. Initialement prévue pour le 12 juin 2020, la présidentielle est décalée par la crise post électorale. La nouvelle assemblée ne se réunit ainsi que le 29 juin.
Lors de cette première session, le dirigeant d'ABOP, Ronnie Brunswijk, est élu sans opposition à la présidence de la chambre, tandis que Dew Sharman, membre du VHP, en obtient la vice présidence. L'élection présidentielle est alors attendue dans les jours qui suivent lorsque le dirigeant du PL, Paul Somohardjo, est diagnostiqué porteur du SARS-CoV-2, entrainant une campagne de dépistage chez les membres de l'assemblée qui aboutit au diagnostic positif du président de l'assemblée ainsi que de Gregory Rusland, chef du NPS,. Ces évènements entrainent le report de la présidentielle au 13 juillet,  La majorité sortante renonce quant à elle à proposer un candidat, laissant les candidatures de Santokhi et Brunswijk sans oppositions. Ceux ci sont par conséquent élus le 13 juillet par acclamation, avant de recevoir les félicitations de Dési Bouterse selon lequel « le peuple a parlé ». La cérémonie d'investiture est organisée trois jours plus tard sur la place Onafhankelijkheidsplein de la capitale Paramaribo en l'absence de public, en raison de la pandémie.